# Serenity: Those Left Behind
Serenity: Those Left Behind ist eine dreiteilige Comicserie, die im Jahr 2005 bei Dark Horse Comics erschien. Sie verbindet die Geschichte zwischen der Serie Firefly – Der Aufbruch der Serenity und dem Kinofilm Serenity – Flucht in neue Welten. Die Idee stammt von Joss Whedon selbst, der Comic wurde aus Zeitgründen allerdings von Serienautor Brett Matthews geschrieben, von Will Conrad gezeichnet und von Laura Martin koloriert. Jedes der Hefte hat jeweils drei verschiedene Cover, somit hat jede der neun Hauptfiguren ihr eigenes Cover. Diese drei Hefte und neun Cover wurden 2006 in dem Paperback Serenity: Those Left Behind zusammengefasst.
Die Geschichte erzählt, wie und warum Inara und Shepherd Book die Serenity verlassen. Dobson (der Allianz-Agent aus dem Pilotfilm) verbündet sich mit den „Hands of Blue“, um sich an Captain Reynolds zu rächen. Gegen Ende kommen die Hands of Blue ums Leben, daher fehlen sie im Film.
Im Oktober 2008 erschien mit Serenity: Better Days eine zweite Comicserie, die auf Firefly basiert. Als weitere Fortsetzung erschien am 2. Juni 2010 der Comic Serenity: Float Out.